# William Guard
El general William Guard (julio de 1773-13 de julio de 1830) fue un oficial del Ejército Británico que tuvo una destacada carrera a fines del siglo XVIII y comienzos del XIX.

## Biografía
William Guard fue bautizado en Honiton, Devon, Inglaterra, el 13 de julio de 1773. Con solo 16 años, el 13 de junio de 1789 ingresó al Ejército Británico y fue incorporado como insignia al Regimiento n.º 45 de Infantería. En 1790 era ya teniente. 
Tras servir en Chatham (Kent), en febrero de 1791 se unió a su regimiento estacionado entonces en la isla de Grenada.
Al ser movilizada su unidad para participar de la campaña al mando de sir Charles Grey (1729-1807), 1.º Earl Grey, contra las islas de las Antillas francesas, Guard se ofreció como voluntario al frente de batalla. En el ataque a una de las islas, Guard resultó herido.
Después de la captura de Martinica, en julio de 1794 regresó a Europa solo para reembarcarse con su cuerpo que había sido movilizado nuevamente. El 26 de diciembre dejó Chatham rumbo a las Antillas, donde el regimiento se instaló hasta 1801, cuando finalmente regresó a Inglaterra tras sufrir fuertes bajas por la fiebre amarilla.
Durante la campaña, en 1795 había sido ascendido a capitán, en 1797 adquirió el grado de mayor y en 1799 el de teniente coronel.
A comienzos de 1802 su batallón recibió órdenes de incorporarse a las fuerzas destacadas en Irlanda al mando del entonces teniente coronel James Montgomerie.
A comienzos de 1804 Montgomerie fue trasladado al staff en las Antillas y Guard asumió el mando de su regimiento y en el otoño de 1805 marchó de su campamento en Curragh, Condado de Kildare, a Fermoy, para embarcarse luego en la expedición al mando de lord Calhcart. No obstante, las noticias de la derrota en la batalla de Austerlitz, hizo que el batallón fuera desembarcado en Margate en enero de 1806 y estableciera sus cuarteles primero en Brabourne Lees, Kent, y poco después en las alturas de Shorncliffe, las que abandonaron en julio de 1806, embarcándose en Portsmouth el 24 y 25 del mismo mes para estacionarse en la Isla de Wight. El 12 de noviembre de 1806 se unieron a la expedición al mando del brigadier general Robert Craufurd. 
Tras permanecer algunas semanas en Praia, Cabo Verde, pusieron rumbo al Cabo de Buena Esperanza donde al arribar el 20 de marzo de 1807 encontraron un bergantín de guerra con nuevas instrucciones.
El 6 de abril partieron de Ciudad del Cabo y tras reabastecerse en la isla Santa Helena, el 26 partieron rumbo al Río de la Plata. Pese a que parte del convoy alcanzó su desembocadura en mayo, una fuerte tormenta impidió que la fuerza se reuniera hasta junio. El 14 de ese mes la división de Craufurd se unió frente a Montevideo al fuerte ejército al mando del teniente general John Whitelocke.
En el posterior ataque sobre Buenos Aires el 45° cumplió con sus órdenes de capturar y asegurar la Residencia, frente a la cabeza de playa del ejército británico. Días después, el 5 de julio de 1807, al iniciarse el desastroso avance sobre la ciudad de Buenos Aires, el 45° fue asignado por el general John Lewison Gower, segundo al mando, al extremo del ala derecha de la línea británica y dividió sus fuerzas en dos columnas de 4 compañías cada una, asumiendo Guard el mando directo de la de la derecha que avanzaría por la actual calle San Juan y el mayor Jasper Nichols el de la izquierda, que atacaría por la actual calle Humberto 1°. Sin embargo, unas cuadras después de iniciado el avance ambas columnas se reunieron al confluir las calles. Para mantener sus instrucciones Guard dio un amplio rodeo que le hizo perder momentáneamente su objetivo, la Residencia. Finalmente se reencontró con Nichols quien procedía ya a forzar la entrada del edificio. 
Dejando en sus manos consolidar la posición y tras ocupar casas vecinas, Guard tomó a su mando directo la compañía de granaderos de su regimiento para reabrir comunicaciones con la columna a su izquierda, que forzada por las circunstancias se había replegado sobre las unidades comandadas por Craufurd. En la carga que siguió por las calles defendidas por los milicianos criollos Guard recibió fuego constante hasta que se encontró con Denis Pack en la iglesia de Santo Domingo. Finalmente reunido con Craufurd, permaneció bajo su mando directo el resto de la jornada.
En su avance y en las subsecuentes acciones que concluyeron en la capitulación de su ejército, las pérdidas de oficiales y tropa de su unidad fueron extremadamente elevadas: en solo tres minutos perdió 40 hombres. Guard recibió una mención honorable de su conducta en los partes oficiales.
Después de una travesía de catorce semanas el regimiento desembarcó en Cork el 27 de diciembre de 1807, pero no permaneció inactivo mucho tiempo. En julio de 1808 se reembarcó en Cork y el 1 de agosto desembarcaba en Montego Bay, al norte de Lisboa, Portugal. Pronto entró en acción y estuvo presente en las batallas de Roliça y Vimeiro (17 y 21 de ese mes). Sin embargo, habiendo recibido considerables refuerzos para su segundo batallón pero no el equipo necesario, el regimiento fue destinado luego al fuerte de Peniche. Tras ser trasladado a Oporto, al iniciarse la ofensiva del general sir John Moore en territorio español, Guard recibió el mando de la importante fortaleza de Almeida en la frontera portuguesa, a la que fueron afectados el 45° y el regimiento n.º 97 de Infantería. 
En 1809 al frente del 45.º formó parte de la vanguardia del ejército que entró en España al mando de sir Arthur Wellesley. En la primera jornada de la batalla de Talavera (27 de julio) el 45.º al mando de Guard cubrió la retirada de la vanguardia atacada duramente por los franceses. El 45.º se opuso con tal fuerza y valor a las densas columnas francesas que obtuvo el agradecimiento de su comandante y el mote de "viejos tercos" (The Old Stubborns) de parte de la tropa. Wellington dijo que «En esta ocasión la firmeza y la disciplina del 45.º Regimiento fueron conspicuos». 
No obstante, gravemente herido al anochecer del 27 fue trasladado al hospital de Talavera. En las dos jornadas el 45.º tuvo 182 bajas. Pese a la victoria, Wellesley temiendo verse cortado de su base de operaciones en Portugal, se retiró rápidamente a Extremadura. Al retomar la posición el ejército francés Guard cayó prisionero y fue trasladado a Francia. Mantenido en cautiveriio recuperó su libertad en 1814.
Condecorado por su participación en las acciones de Roliça, Vimeiro y Talavera, Guard fue ascendido a coronel (1809), aún prisionero a general (1813) y finalmente a teniente general (1825).
En 1827 en reconocimiento de sus servicios fue nombrado gobernador de Kinsale, cargo por el que recibía un salario de £318 al año.
Murió el 13 de julio de 1830 en su domicilio de Southernhay, Exeter, a los 57 años de edad.